# ジェームズ川

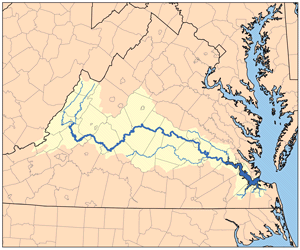
ジェームズ川流域図

ジェームズ川（ジェームズかわ、英:James River）は、アメリカ合衆国バージニア州を流れる川であり、水源のジャクソン川を含め全長は410マイル (657 km) ある。流域面積は10,432平方マイル (27,019 km2) である。流域には約4%の開放水域を含み、2000年の国勢調査では地域人口250万人である。アメリカ合衆国の中で全流域が1つの州の中にある川としては12番目の長さである。

## 流域
ジェームズ川はアレゲーニー山脈のアリゲイニー郡とボトトート郡の境目にあるアイアンゲイト近く、カウパスチャー川とジャクソン川の合流点に源を発し、ハンプトン・ローズでチェサピーク湾に流れ込んでいる。潮汐はバージニア州都リッチモンドの西、瀑布線（航行可能限界）まで及んでいる。潮汐が及ぶところまで流れ込む大きな支流としては、アポマトックス川、チカホミニー川、ウォーウィック川、パガン川およびナンセモンド川がある。
ニューポートニューズ・ポイント近くの河口で、エリザベス川がジェームズ川に合流し、ハンプトン・ローズと呼ばれる港湾地域を形成する。オールドポイント・コンフォート近くのバージニア半島の先端と、サウス・ハンプトン・ローズにあるノーフォーク市のウィロビー・スピット地域の間にハンプトン・ローズからチェサピーク湾、さらには数マイル東の大西洋に出る水路がある。

## 歴史
16世紀および17世紀初期に瀑布線の東地域に住んでいた先住民族はジェームズ川のことをポウハタン川と呼んでおり、これはバージニアの海岸地域大半に広がっていたポウハタン連邦の酋長の名前を採っていた。イギリス人植民者はこの川をイングランド王ジェームズ1世に因んで名付けており、1607年にチェサピーク湾から上流約35マイル (56 km) 上流のジェームス河岸、ジェームズタウンに造ったアメリカでは最初の恒久的イギリス開拓地と同様だった。
川の航行可能な部分はバージニア植民地にとって最初の15年間は主要幹線となり、イギリスからの物資や更なる植民を運ぶ補給船の用に供した。しかし、初めの5年間、金や財宝に関する多くの期待があったにも拘らず、これらの船は出資者に大した金目の物を持ち帰らなかった。1612年、実業家ジョン・ロルフがここの原産ではないタバコの栽培に成功し、これがイギリスで人気を呼んだ。間もなくジェームズ川は、その岸に桟橋を備え急速に増えたプランテーションからこの換金作物の大きな樽を運び出す主要手段となった。この発展により、ロンドンのバージニア会社の株主の努力も財政的に成功し、更なる発展、投資および移民に拍車を駆けた。リッチモンドの滝より下流では、多くのジェームズ川プランテーションが自身の桟橋を所有し、ウォーウィック、バミューダ・ハンドレッド、シティポイント、クレアモントスコットランドおよびスミスフィールド、更には17世紀の間は植民地首都のジェームズタウンに新たな港や初期積み出し設備が造られた。
ジェームズ川を航行することは初期バージニアの交易と内陸部への開拓に重要な役割を果たしたが、植民地の成長は最初の75年間主に海岸地域に限られていた。瀑布線にある航行可能限界より上流は17世紀後半にエイブラハム・ウッドによる毛皮交易隊によって探検された。
外洋航行船は現在のリッチモンドより上流には航行できなかったが、製品の陸路運搬やタバコ以外の作物を運ぶための小さな船の航行は可能だった。ピードモントやグレートバレー地域からの製品はリンチバーグ、スコッツビル、コロンビアおよびブキャナンなどの港町を通じてリッチモンドやマンチェスターの海港まで川で運び降ろされた。

### ジェームズ川・カノーワ運河
ジェームズ川はオハイオ渓谷から製品を運ぶ経路とも考えられた。この目的でジェームズ川・カノーハ運河が建設され、ジェームズ川とオハイオ川の支流であるカノーワ川の航行可能な部分とを繋いだ。川の間の山岳地帯はジェームズ川・カノーワ・ターンパイクが建設され、荷馬車や駅馬車を使った陸路輸送が行われた。しかし、運河が完工する前の19世紀中頃、より実用的な技術として鉄道が現れ、経済性の問題で運河は御用済みとなった。1873年、リッチモンドとオハイオ川の新都市ハンティントンの間にチェサピーク・アンド・オハイオ鉄道が完成し、運河の経済的役割はなくなった。1880年代、リッチモンド・アンド・アレゲニー鉄道が運河の曳き船道に沿って敷かれ10年間の内にチェサピーク・アンド・オハイオ鉄道の一部となった。現代ではこの鉄道線がCSXトランスポーテーションの積み出し経路として使われ、主にウェストバージニア州の石炭を運び、バージニア州ニューポートニューズの石炭桟橋から輸出されている。

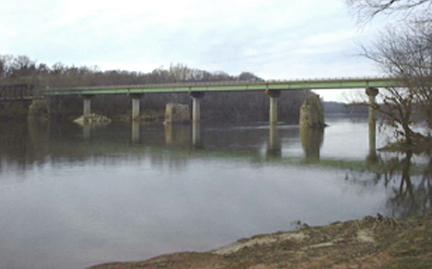
バージニア州カーターズビルのジェームズ川

## 自然・環境
プリンスジョージ郡の流域には、ジェームズ川国立野生生物保護区が設置されている。また、河口部は1987年にチェサピーク湾の一部としてラムサール条約登録地となった。

## リクリエーション
ジェームズ川には多くの公園やその他リクリエーションに使われる場所がある。カヌー、釣り、カヤック、ハイキングおよび水泳が夏の間に人々が楽しむ活動である。ブルーリッジ山脈の源流からリッチモンドまで多くの早瀬や淵が釣りや急流くだりを楽しませてくれる。最も激しい急流はリッチモンド中心街で終わる2マイル (3 km) の区間であり、そこから瀑布線に至る。ここはクラス3の急流（クラス4が平均以上のレベル）が摩天楼の見える地域に存在することではアメリカでも唯一の場所である。リッチモンドの東にある瀑布線より下流では、水上スキーやその他大型の船を使ったリクリエーションに適している。この辺りでは青いナマズで知られており、平均して20ないし30ポンド (9-14 kg)、時には50ポンド (23 kg) を超えるものが捕まえられる。チェサピーク湾の水域では根絶が近いという大西洋チョウザメの最後の記録がある。2007年5月の調査では175匹のチョウザメが残っており、5フィート (1.5 m) を超えるものも15例あった。

## 橋

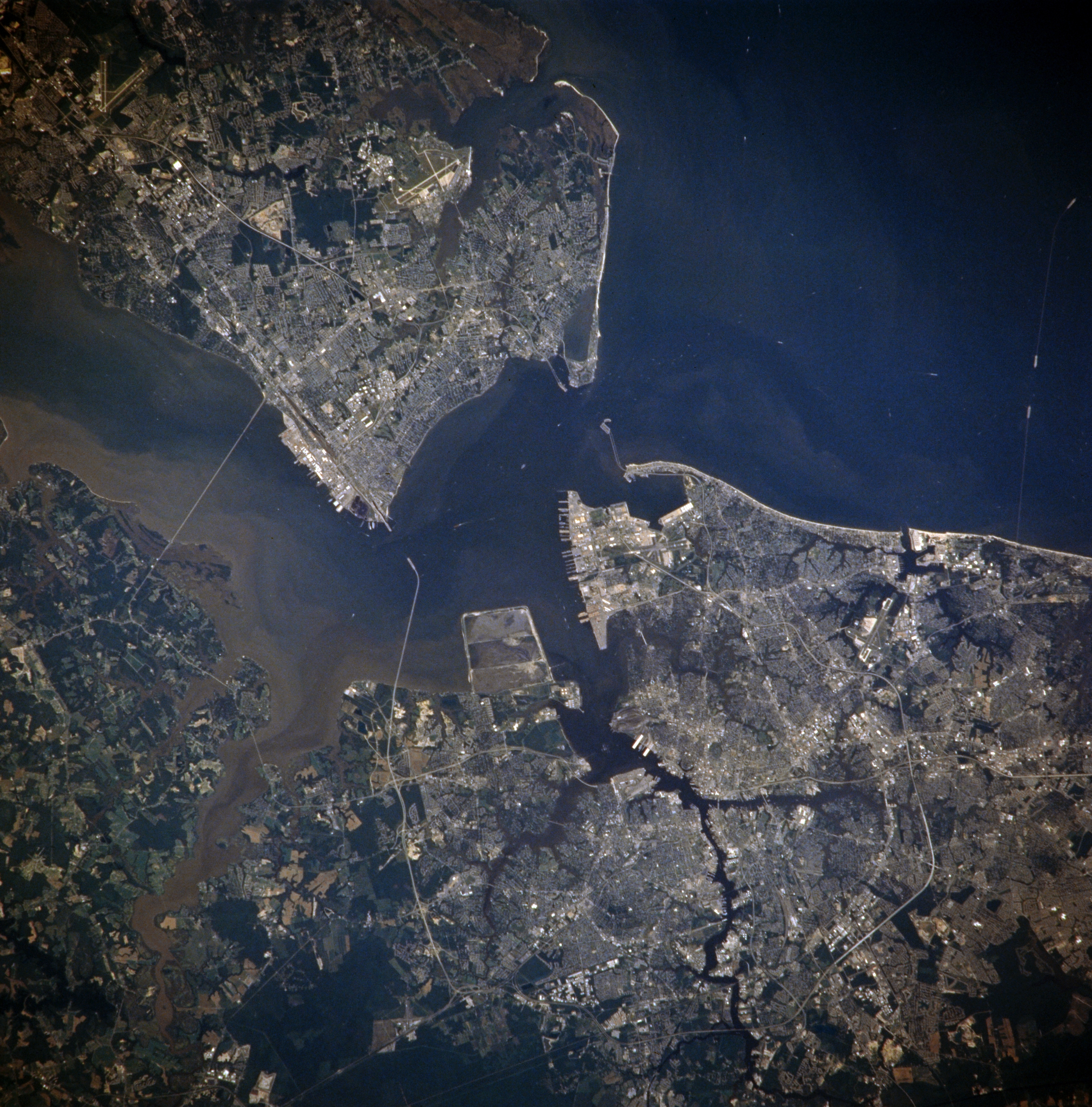
ハンプトン・ローズ地域

### リッチモンドより下流の幹線道路橋
ハンプトン・ローズ地域では、ジェームズ川はある地点で5マイル (8 km) の幅がある。外洋航路船がリッチモンド港まで遡るために幹線道路にはフェリーボート、高い橋およびブリッジトンネルの組み合わせが使われている。川を横切るものは東から西に以下の通りである。
- モニター・メリマック記念ブリッジトンネル
- ジェームズ川橋
- ジェームズタウン・フェリー（無料）
- ベンジャミン・ハリソン橋、ホープウェル近く。州道156号線の跳ね橋、1966年にフェリーに置き換わった。1977年に船が衝突する事件があった。
- ヴァリナ・エノン橋、高い斜張橋、州間高速道295号線が通る、完成したときは全米のこのタイプで2番目だった。
- ベトナム退役兵記念橋、ポカホンタス・パークウェイ（州道895号線）が通る、上流の橋を経由して州道151号線と州間高速道95号線を繋ぐ。

州道895号線がリッチモンドの水深港とジェームズ川の瀑布線で外洋航行船の限界点より東では最後の橋である。この地点より西では船を通すことよりも潜在的洪水の可能性が土木上の関心事である。

### リッチモンドの幹線道路橋
次のリストはジェームズ川に架かり一端あるいは両端が市内に入る現存橋である。
- 州間高速道95号線ジェームズ川橋
- メイヨー橋（アメリカ国道360号線）
- マンチェスター橋（アメリカ国道60号線）

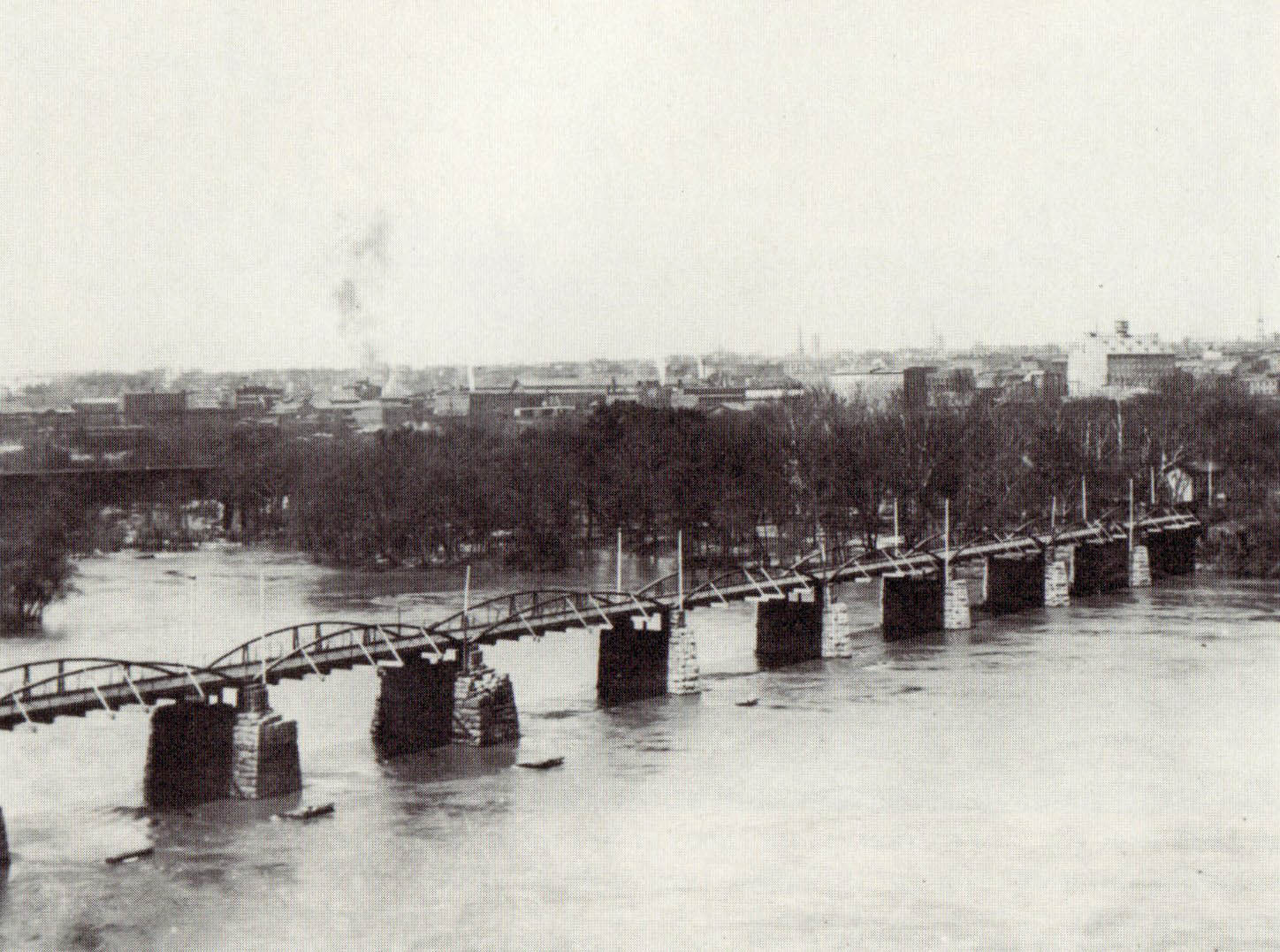
メイヨー橋、1889年撮影

- ロバート・E・リー記念橋（アメリカ国道1号線および301号線）
- ブールバード橋（州道161号線、有料橋、重量制限あり）
- ポーホワイト・パークウェイ橋（ポーホワイト・パークウェイおよび州道76号線、有料橋）
- ユグノー記念橋（州道147号線）
- エドワード・E・ウィリー橋（州道150号線）

### リッチモンドより西の幹線道路橋
次のリストはリッチモンドより西のジェームズ川に架かる現存幹線道路橋の一部である。
- 第二次世界大戦退役兵記念橋（州道288号線）
- アメリカ国道522号線、メイデンズ近く
- 州道45号線、カーターズビル近く
- コロンビア道路（アメリカ国道690号線）、コロンビア近く
- アメリカ国道15号線、ブレモブラフ近く
- 州道20号線、スコッツビル近く
- 州道56号線、ウィンジナ近く
- モナカン橋（アメリカ国道29号線、リンチバーグの東）
- カーター・グラス記念橋（アメリカ国道29号線産業道路、リンチバーグ）
- ジョン・リンチ記念橋（リンチバーグ）

## 自転車
モニター・メリマック記念ブリッジトンネルは自転車の走行を禁止しているが、ジェムズタウン・フェリーは使える。ブールバード橋での重大な事故の後、リッチモンド市は橋の全長にわたって自転車は側道を通るよう求めている。